# Dipodomys margaritae
Dipodomys margaritae је врста глодара из породице кенгур-пацова (Heteromyidae).

## Распрострањење
Ареал врсте је ограничен на једну државу. Мексико је једино познато природно станиште врсте.

## Станиште
Станиште врсте су планине.

## Угроженост
Ова врста је крајње угрожена и у великој опасности од изумирања.